# Pilar (Patos de Minas)

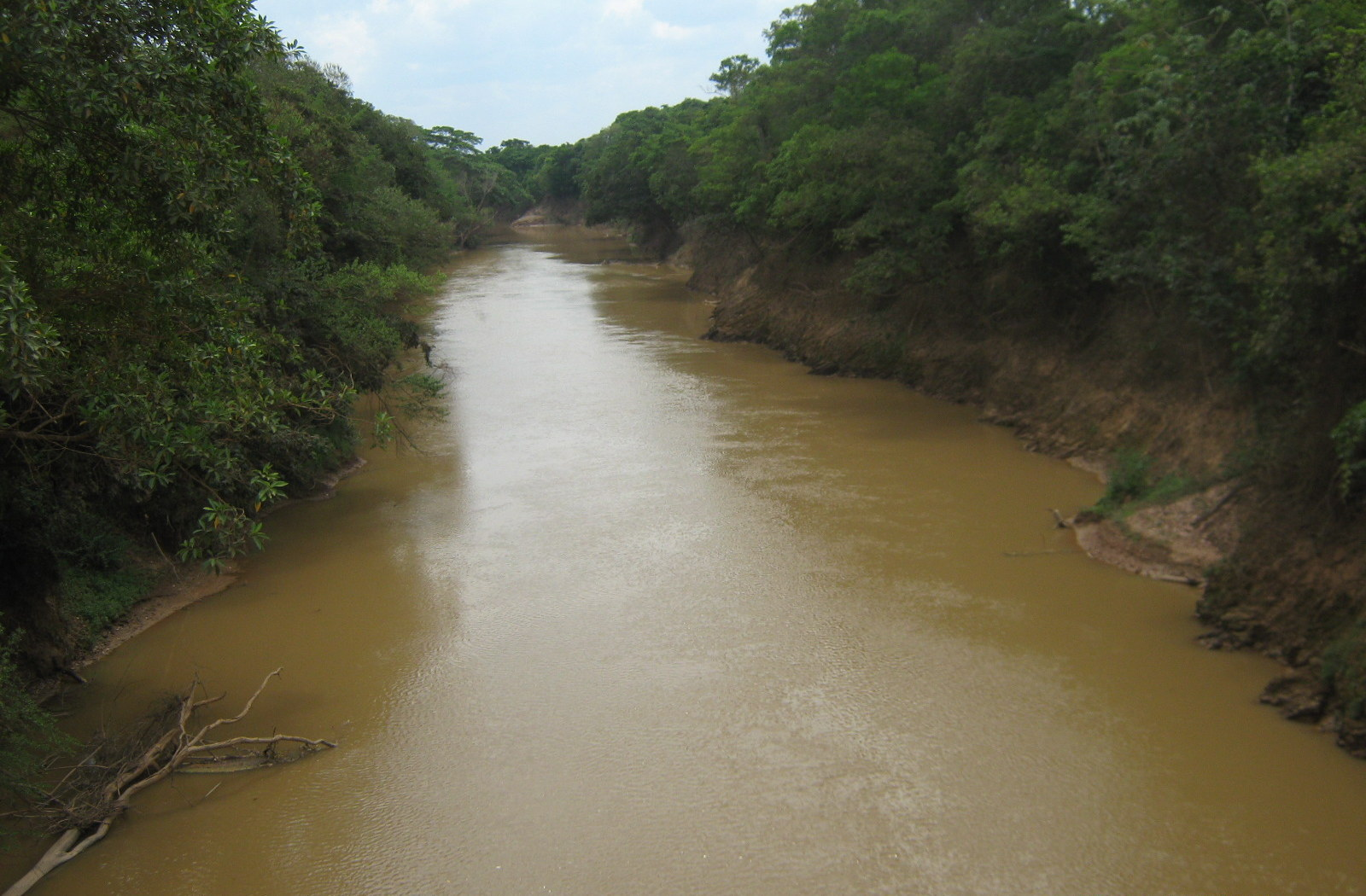
Rio Paranaíba cortando ponte que liga o município de Lagamar ao distrito de Pilar.

Pilar é um distrito no município brasileiro de Patos de Minas, do estado de Minas Gerais, situado próximo a Bacia do rio Paranaíba criado em 30 de junho de 1992.